# Иван Добрев (славист)
Вижте пояснителната страница за други личности с името Иван Добрев.
Иван Добрев Добрев е български езиковед-славист, член-кореспондент на БАН.

## Биография
Роден е на 18 октомври 1938 г. в Сливен. През 1962 г. завършва българска филология в Софийския държавен университет и в продължение на 46 години преподава в него, както и в други български университети дисциплините старобългарски език и история на българския език. Специализирал е в Москва и Санкт-Петербург. Член-кореспондент е на БАН от 1996 г.

## Идеи и приноси
Научните му приноси са в широк историко-лингвистичен спектър: в областта на кирилометодиевистиката, палеославистиката, текстологията, индоевропеистиката, палеографията, епиграфиката, етнокултурологията, фолклористиката, лексикологията, химнографията, историческата фонетика, хронологията, историята, глотометрията, диалектологията, старобългарския език в едиторен и теоретичен план, историческия развой на българския език на общия славянски фон.
Автор е на повече от 100 статии и студии, а най-известните му монографии са приноси за: разчитането на глаголически палимпсестен текст (Глаголическият текст на Боянския палимпсест. Старобългарски паметник от края на XI в.. 1972), българския фолкор като извор за прасемантиката (Произход и значение на праславянското консонантно и дифтонгично склонение. 1982), старобългарската граматика във връзка с праславянския и индоевропейския праезик (Старобългарска граматика. Теория на основите. 1982), диалектната българска лексика като наследник на старобългарското езиково богатство (Старинни народни думи. 1987), епиграфиката в края на Първото българско царство (Два Царсамуилови надписа. 2007), исторично и неисторично в научната литература за Св. Иван Рилски (Свети Иван Рилски. Т. I. 2007), развоя на българския език на всички равнища (Българският език. 2007), архетипния модел на глаголическата азбука (Глаголицата. 2007), нови интерпретации за Първото българско царство (Прозрения в българската старина. 2007). Книгата Старобългарска граматика. Теория на основите е преведена на японски и може да се намери в повече от 400 японски библиотеки. Снимка от заглавната страница на това издание може да се види в статията на Иван Г. Илиев и У. Ким Палеославистиката в Азия, сп. Българистика, бр. 22 от 2011 г.
Като учен Иван Добрев съчетава съвременната модерна методология с най-добрите традиции на младограматизма, славистичната наука и българистиката.